# Iridescent (álbum)
Iridescent es el cuarto álbum de estudio de la banda estadounidense de metalcore Silent Planet. Fue lanzado el 12 de noviembre de 2021 a través de UNFD y Solid State Records. Fue coproducida por Drew Fulk, Daniel Braunstein y el guitarrista Mitchell Stark. Este fue el último álbum que presenta al bajista y vocalista de la banda, Thomas Freckleton, antes de que dejara la banda en junio de 2023 debido a que quería pasar más tiempo con su familia y tenía una fusión en su columna que solo se había vuelto más dolorosa con los años.

## Antecedentes y promoción
El 14 de febrero de 2020, la banda lanzó "Trilogy", un sencillo que se centra y gira en torno a la estancia del vocalista Garrett Russell en un hospital psiquiátrico en el que escribió la letra de una sola vez.
El 23 de marzo de 2021, los miembros de la banda anunciaron oficialmente que el álbum estaba terminado. El 9 de abril, después de presentar algunas obras de arte los días anteriores, anunciaron durante la pandemia de COVID-19 una colaboración sorpresa con Fit for a King. La colaboración incluyó a los vocalistas de ambas bandas en versiones reelaboradas de sus temas recientes y ambas bandas también lanzarán una línea de merchandising limitada para promover la colaboración. El 20 de agosto, el grupo lanzó por sorpresa el sencillo "Panopticon".
El 17 de septiembre, la banda presentó oficialmente el tercer sencillo "Terminal" junto con su vídeo musical. Al mismo tiempo, la banda reveló el álbum en sí, la portada, la lista de canciones y la fecha de lanzamiento. Para promocionar el álbum, también anunciaron que apoyarán la gira reprogramada de Motionless in White por Estados Unidos junto con Light the Torch y Dying Wish, que comenzó en mayo de 2021. El 22 de octubre, un mes antes del lanzamiento del álbum, el grupo estrenó el cuarto sencillo "Anhedonia".

## Lista de canciones
Todas las letras escritas por Silent Planet, toda la música compuesta por Silent Planet. 
| N.º | Título                  | Duración |  |
| 1.  | «112»                   | 1:12     |  |
| 2.  | «Translate the Night»   | 3:00     |  |
| 3.  | «Trilogy»               | 3:23     |  |
| 4.  | «Second Sun»            | 4:13     |  |
| 5.  | «Panopticon»            | 3:34     |  |
| 6.  | «The Sound of Sleep»    | 3:34     |  |
| 7.  | «Alive, as a Housefire» | 3:08     |  |
| 8.  | «Terminal»              | 4:47     |  |
| 9.  | «(liminal);»            | 2:01     |  |
| 10. | «Anhedonia»             | 4:00     |  |
| 11. | «Till We Have Faces»    | 3:46     |  |
| 12. | «Iridescent»            | 3:14     |  |

## Personal
Silent Planet
- Garrett Russell - voz principal
- Mitchell Stark - guitarra
- Thomas Freckleton – bajo, teclados, voz gutural
- Alex Camarena – batería